# Lauenburgische Heimat
Die Lauenburgische Heimat ist die Vereinszeitschrift des Heimatbund und Geschichtsvereins Herzogtum Lauenburg e. V. Sie erscheint in Ratzeburg regelmäßig mindestens zweimal im Jahr. Die verfügbaren Hefte der Zeitschrift können sowohl in den lokalen Buchhandlungen als auch direkt beim Heimatbund und Geschichtsverein bezogen werden. Für die Inhalte zeichnet im Namen des Vereins ein Redaktionsteam verantwortlich.

## Geschichte
In den Jahren 1857 bis 1863 erschien zunächst das von Carl Lorenz Sachau herausgegebene Vaterländische Archiv für das Herzogthum Lauenburg.
Einundzwanzig Jahre später brachte der 1883 in Mölln gegründete Verein für die Geschichte des Herzogtums Lauenburg unter der Schriftleitung von Walther Dührsen die Reihe Archiv des Vereins für die Geschichte des Herzogtums Lauenburg heraus. Darin erschienen bis kurz vor dem Ersten Weltkrieg Aufsätze von beachtlichem wissenschaftlichen Wert. Die historische Forschung und das Interesse für Geschichte wurde so auf eine breite Basis gestellt.
Nach dem Krieg wurde diese Reihe nicht fortgesetzt. Dafür erschien von 1925 bis 1940 in Ratzeburg die Lauenburgische Heimat  als Zeitschrift des 1925 gegründeten Heimatbundes Herzogtum Lauenburg, herausgegeben von Bruno Raute und Hans Ferdinand Gerhard.
Nach dem Zusammenschluss des Heimatbundes und des älteren Geschichtsvereins im Jahre 1949 erscheint seit 1950 die Lauenburgische Heimat in neuer Gestaltung und Form.
Die Hefte stellen eine wertvolle Fundgrube für die Aufarbeitung der Regionalgeschichte im Kreis Herzogtum Lauenburg dar. Vom Kreismuseum Herzogtum Lauenburg in Ratzeburg wird ein Stichwortverzeichnis der bisher erschienenen Zeitschriftenhefte angeboten. Der aktualisierte Stichwort-Index umfasst jetzt alle Hefte/Sonderbände von 1857–2003.